# Jeff Jones
Jeff Jones (* 20. září 1953) je kanadský baskytarista. Poprvé se stal slavným v jako člen gospel rockové skupiny Ocean. Jejich milionový hit z roku 1971 singl "Put Your Hand in the Hand" napsal Gene MacLellan. Tato nahrávka dostala ocenění Gold 3. května 1971 od RIAA (Recording Industry Association of America ).. Skupina se rozpadla v roce 1975.
Jones vystupoval s Alex Lifesonem a Johnem Rutseyem v první formaci skupiny Rush, kde působil jako sólový zpěvák a baskytarista až do léta roku 1968. Nahradil ho Geddy Lee v září téhož roku. Jones se později připojil ke skupině Red Rider a i nadále vystupuje s jejím vedoucím Tomy Cochranem. Vystupuje též na videonahrávkách propagující baskytary značky Eastwood.
Koncem 70. let hrál na baskytaru a zpíval ve skupině Stingaree, torontskou skupinou ve které vystupovali Brian MacLeod a Bernie LaBarge kytara a zpěv, Doug (Skip) Layton bicí a Larry Hamel (nahradil ho Don Harriss) zpěv a piano. Brian MacLeod později odešel do skupiny Chilliwack. Zbývající členové Stingaree hráli dalších šest měsíců až do rozpadu skupiny v roce 1978.
Jones hrál též na hitu z roku 1981 "Dream Away" od Bernie LaBargea.